# 短除法
短除法是算术中除法的演算法，將除法轉換成一連串的運算。短除法是由長除法簡化而來，當中會用到心算，因此除數較小的除法比較適用短除法。對大部份的人而言，若除以12或12以下的數，可以用記憶中乘法表的內容，用心算來進行短除法。也有些人可以處理除數更大的短除法。
在短除法中，要將一個數（稱為被除數）除以除數，所得的結果稱為商數。利用短除法，可以求解被除數很大，除數很小的除法，將其轉換為一連串較簡單的運算。
短除法也常用在因式分解，或是最大公因數的計算。

## 計算方式
短除法不使用斜線（/）或是除号（÷）等符號。以下是500除以4的短除法，商是125。
{\displaystyle {\begin{array}{r}125\\4{\overline {)500}}\\\end{array}}}
以下是另一種表示方式，將橫線及商放在被除數的下方，這種表示方式和長除法（商放在被除數的上方）的作法不同。
{\displaystyle {\begin{array}{r}4{\underline {)500}}\\125\\\end{array}}}

## 例子
短除法可以分為幾個步驟，例如計算950除以4：
1. 列出被除數以及除數

{\displaystyle 4{\overline {)950}}\ }

若要用一個步驟計算950除以4，需要心算到238 × 4。在短除法中，除法分為幾個較小的步驟。先從被除數的左邊開始計算，目前的除數是4，因此從最左邊選擇適當大小，介於1×4到10×4-1的一位至二位數字作為暫時被除數，在此例中，暫時被除數是9。
2. 將暫時被除數（9）除以除數（4），所得的整數部份（2）是商的最高位數字，此次計算的餘數為1，將1寫在暫時被除數（9）的右上方。

{\displaystyle {\begin{matrix}2\\4{\overline {)9^{1}50}}\end{matrix}}}
3. 繼續步驟2，將剛剛寫的小數字1配合下一位被除數，組成下一個暫時被除數（15），除以除數（4）後，以上述的方式記錄結果，整數數字為商的下一位數字，再將餘數寫在暫時被除數的右上方（此例中，15除以4，結果是3，餘數是3）。

{\displaystyle {\begin{matrix}\,\,2\ 3\\4{\overline {)9^{1}5^{3}0}}\\\end{matrix}}}
4. 再繼續步驟2，直到被除數的所有數字都處理完之止。此例中，會計算30除以4，結果是7，餘數是2。因此橫線上方的數字（237）為商，最後的小數字2是950除以4的餘數2。
{\displaystyle {\begin{matrix}\quad 2\ 3\ 7\\4{\overline {)9^{1}5^{3}0^{2}}}\\\end{matrix}}}
5. 此例中的商是237，餘數是2。若要計算有小數的商，可以在被除數後面加上小數點以及足夠的0，就可以再繼續計算，再計算一位數的結果如下：

{\displaystyle {\begin{matrix}\quad 2\ 3\ 7.\ 5\\4{\overline {)9^{1}5^{3}0.^{2}0}}\\\end{matrix}}}

若用商在下方的寫法，最後的結果如下：
{\displaystyle {\begin{array}{r}4{\underline {)9^{1}5^{3}0.^{2}0}}\\2^{\color {White}1}3^{\color {White}3}7.^{\color {White}2}5\\\end{array}}}

## 因數分解

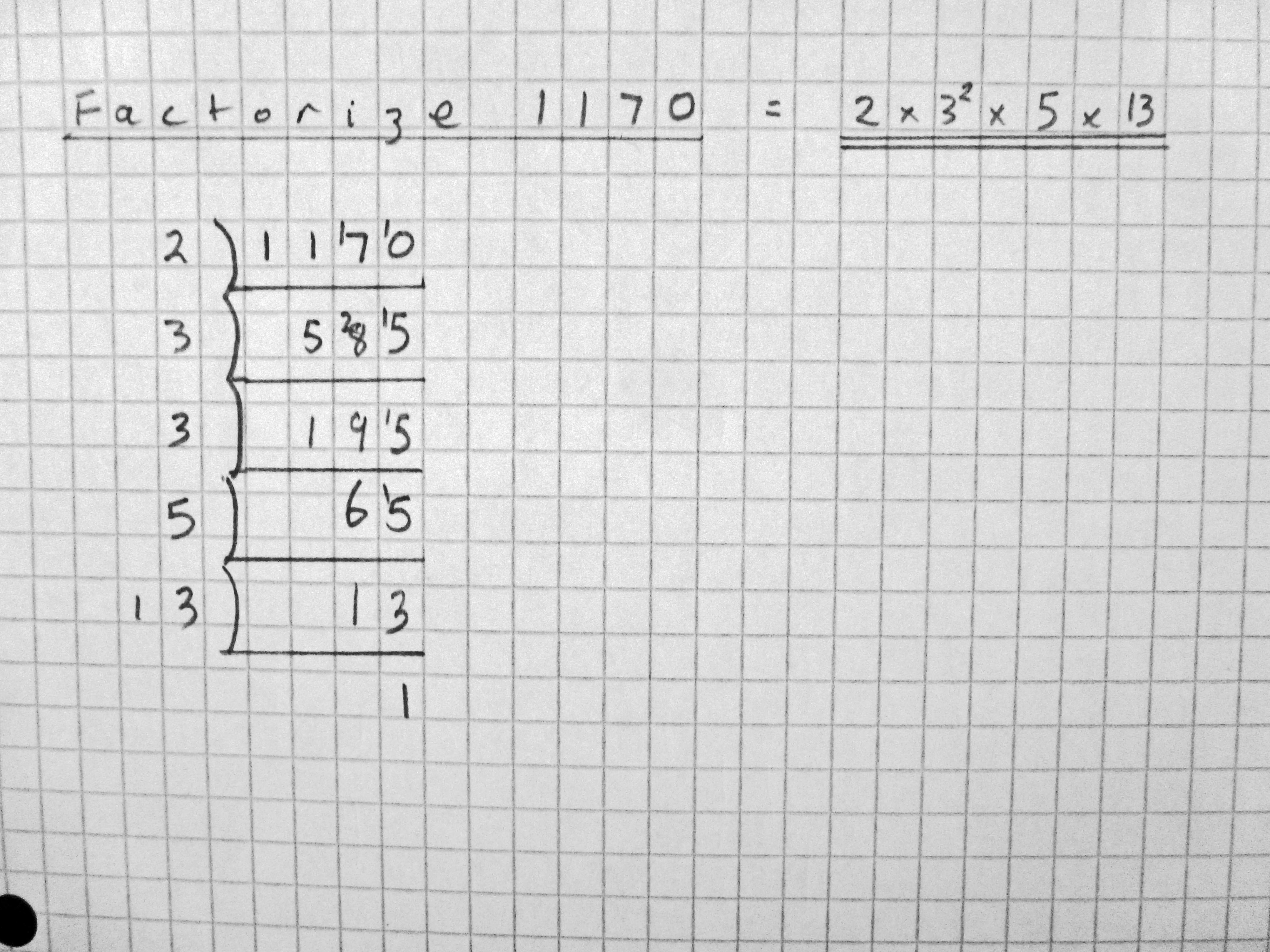
人工因數分解的例子

常常需要將數字分解為質因數的乘積（因數分解）。作法是先找到數字的質因數，再將數字除以其質因數，一直到所得的數字為另一個質數為止。
{\displaystyle {\begin{array}{lcr}2{\underline {)950}}\\5{\underline {)475}}\\5{\underline {)19}}\\\end{array}}}
因此 950 = 2 x 5² x 19

## 模除法
有時需要的不是所得的商，只需要知道餘數，此情形下短除法的變體可以省略其商，只要記錄其餘數即可。這可以用來進行模除或是判斷是否整除。
例如以下是計算16762109除以7的餘數的過程：
{\displaystyle {\begin{matrix}7)16^{2}7^{6}6^{3}2^{4}1^{6}0^{4}9^{0}\end{matrix}}}
其餘數為0，因此16762109可以被7整除。

## 外部連結
- Alternative Division Algorithms: Double Division （页面存档备份，存于）, Partial Quotients & Column Division （页面存档备份，存于）, Partial Quotients Movie
- Lesson in Short Division: TheMathPage.com